# Thomasomys cinereiventer
Thomasomys cinereiventer és una espècie de mamífer rosegador de la família dels cricètids. És endèmic dels Andes de Colòmbia, on viu a altituds d'entre 2.000 i 3.500 msnm. El seu hàbitat natural són les selves nebuloses primàries. És una espècie en risc mínim, és a dir, no sembla que hi hagi cap amenaça significativa per a la seva supervivència. El seu nom específic, cinereiventer, significa ‘ventre cendrós’ en llatí.